# Evangelische Kirche (Dźwierzuty)
Die Evangelisch-Augsburgische Kirche in Dźwierzuty (deutsch Mensguth) ist eine Kirche in Dźwierzuty im Powiat Szczycieński der Woiwodschaft Ermland-Masuren in Polen. Das Gebäude geht in seinen Grundmauern auf das 14. Jahrhundert zurück und wurde um 1695 im spätgotischen Stil neu errichtet. Die Kirche ist seit der Reformation ein evangelisches Gotteshaus.

## Geographische Lage

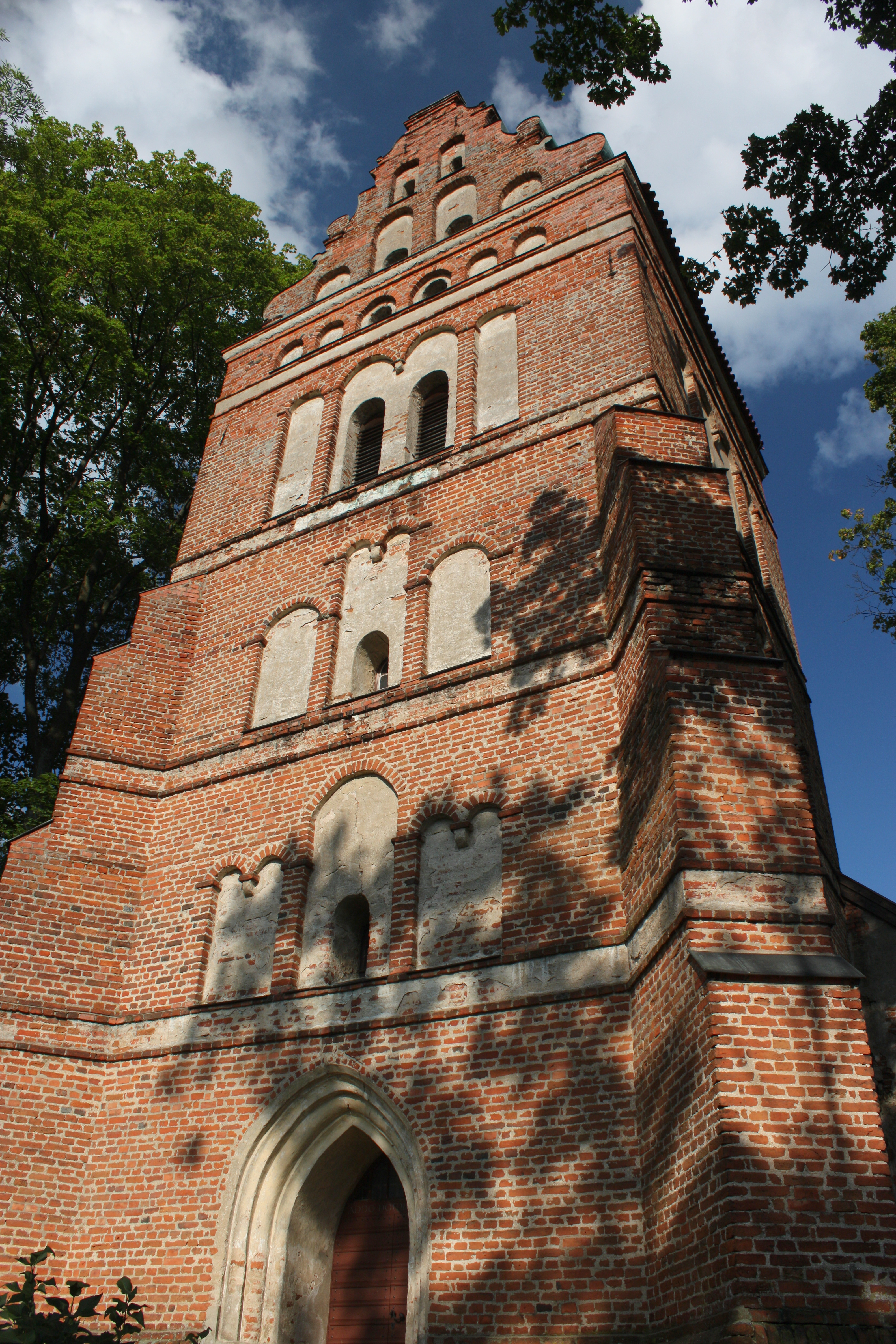
Massiver Turm der Kirche

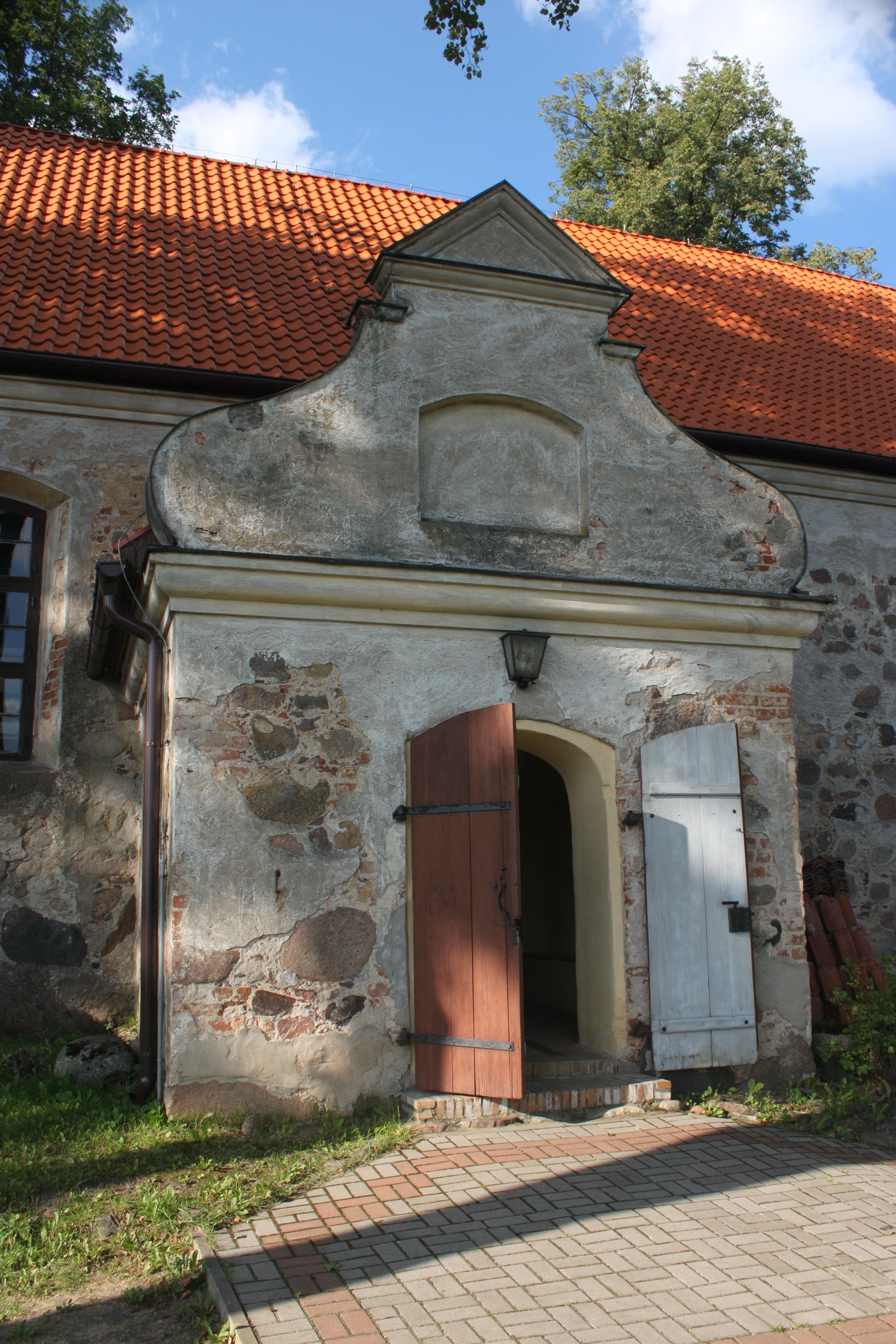
Vorhalle an der Südseite

Dźwierzuty liegt in der südlichen Mitte der polnischen Woiwodschaft Ermland-Masuren, 15 Kilometer nördlich der Kreisstadt Szczytno (deutsch Ortelsburg). Durch das Dorf verläuft die Landesstraße 57, die die Woiwodschaft in Nord-Süd-Richtung durchquert. Die nächste Bahnstation ist Szczytno an der Bahnstrecke Olsztyn–Ełk (deutsch Allenstein–Lyck).
Die Kirche steht ein wenig erhöht und von Bäumen und dem alten Friedhof umgeben nördlich der ul. Pasymska.

## Kirchengebäude
Für das Jahr 1391 ist in Mensguth ein nicht näher bekannter Pfarrer Herder bezeugt, so dass bereits in der ersten Hälfte des 14. Jahrhunderts hier eine Kirche bestanden haben muss. In den Jahren 1691 oder 1693 erlitt sie bei einem Brand sehr schwere Beschädigungen und wurde bis 1696 in der ursprünglichen Gestalt wieder aufgebaut, wobei erhaltene Grundmauern einbezogen wurden. Die Substanz des Turms stammt noch aus der Zeit vor dem Kirchenbrand. Bei ihm handelt es sich um einen vierstöckigen Backsteinbau mit geschweiften Giebeln, dessen hölzernes Oberteil später ummauert wurde.
Das Langhaus der Kirche ist ein verputzter Feldsteinbau mit dreiseitigem Chor. Die Ostseite und die kleine Vorhalle im Süden tragen barocke Giebel. Auf der Nordseite befindet sich die Sakristei.
Bei der Kirche handelt es sich um einen Saalbau. Eine flache Holzdecke überzieht den Innenraum, der an drei Seiten über Emporen verfügt.
Den Altar fertigte 1599 der Niederländer Hans van der Heide an. In der Mitte befindet sich eine geschnitzte Kreuzigungsgruppe, wobei die Figuren der Maria und des Johannes jüngeren Datums sind. Auf den Altarflügeln waren biblische Darstellungen gemalt. Im Sockel des Altaraufsatzes sind Bildnisse von Martin Luther und Philipp Melanchthon sowie des Letzten Abendmahls zu sehen.
Die Barock-Kanzel stammt aus dem Jahre 1675. Auf ihr befinden sich gemalte Figuren der vier Evangelisten.

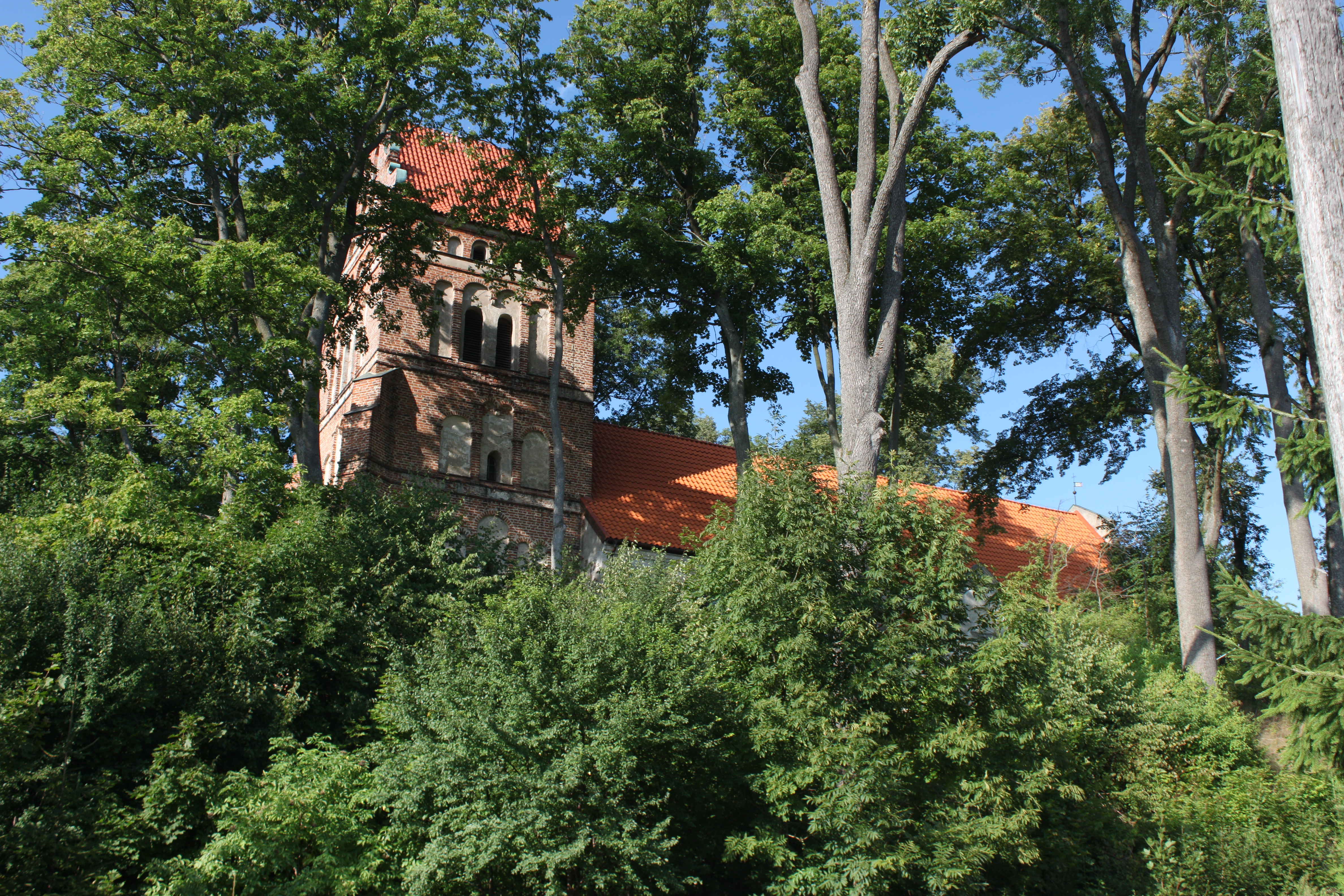
Die verwunschene Lage der Kirche

Zur Ausstattung der Kirche gehört ein achteckiger Taufstein aus dem 19. Jahrhundert.
Der Prospekt der Orgel auf der Westempore entstand in der Mitte des 18. Jahrhunderts, das Orgelwerk mit Pedal und 18 Registern von 1818. Das Geläut bestand aus zwei Glocken, die 1778 und 1794 gegossen wurden.
Die Fenster des Innenraums sind mit Buntglas versehen. Sie wurden 1936 von Gemeindegliedern gestiftet.
In der Kirche befindet sich eine hölzerne Erinnerungstafel 1870/71 sowie eine alte Gedenktafel vermutlich für Kriegsteilnehmer des Napoleonischen Kriegs, außerdem Reste einer Wandbemalung für Gefallene des Ersten Weltkriegs, wobei allerdings nur wenige der ursprünglich etwa 70 Namen zu identifizieren sind.
Zu den Altargeräten gehört ein Abendmahlskelch, der eine besondere Geschichte erlebte. Im Jahre 1897 stiftete ihn das Gemeindeglied Gottliebe Liba. In den Wirren des Zweiten Weltkriegs ging er verloren. Zufällige Internetrecherchen ergaben, dass dieser durch eine Gravur identifizierbare Kelch für 774 Euro bei einem Aktionshaus in Köln versteigert wurde. Mehrere Kirchengemeinden und die Leitung der Evangelischen Kirche im Rheinland (EKiR) organisierten daraufhin den Rückkauf und die Wiederaufarbeitung des Kelchs. Am 18. August 2019 brachte der Präses der EKiR Manfred Rekowski ihn nach Dźwierzuty und übergab ihn der Gemeinde.

## Alter Friedhof

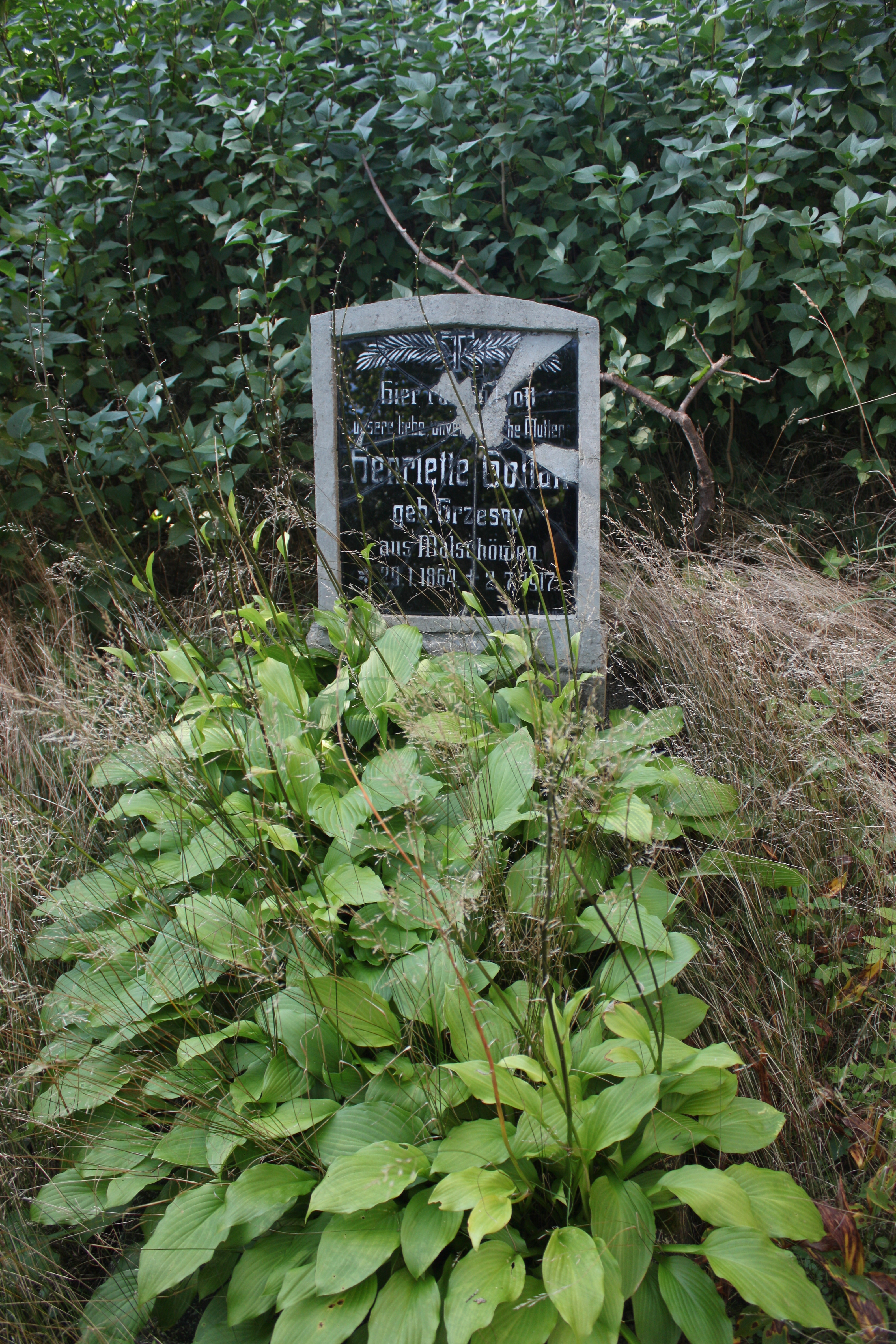
Grabstelle auf dem alten Friedhof

An der Kirche befindet sich der evangelische Friedhof mit mehreren Grabstellen noch aus der Zeit vor 1945. Dieser Friedhof gilt als einer der am besten erhaltenen evangelischen Friedhöfe in Masuren.

## Kirchengemeinde

### Kirchengeschichte

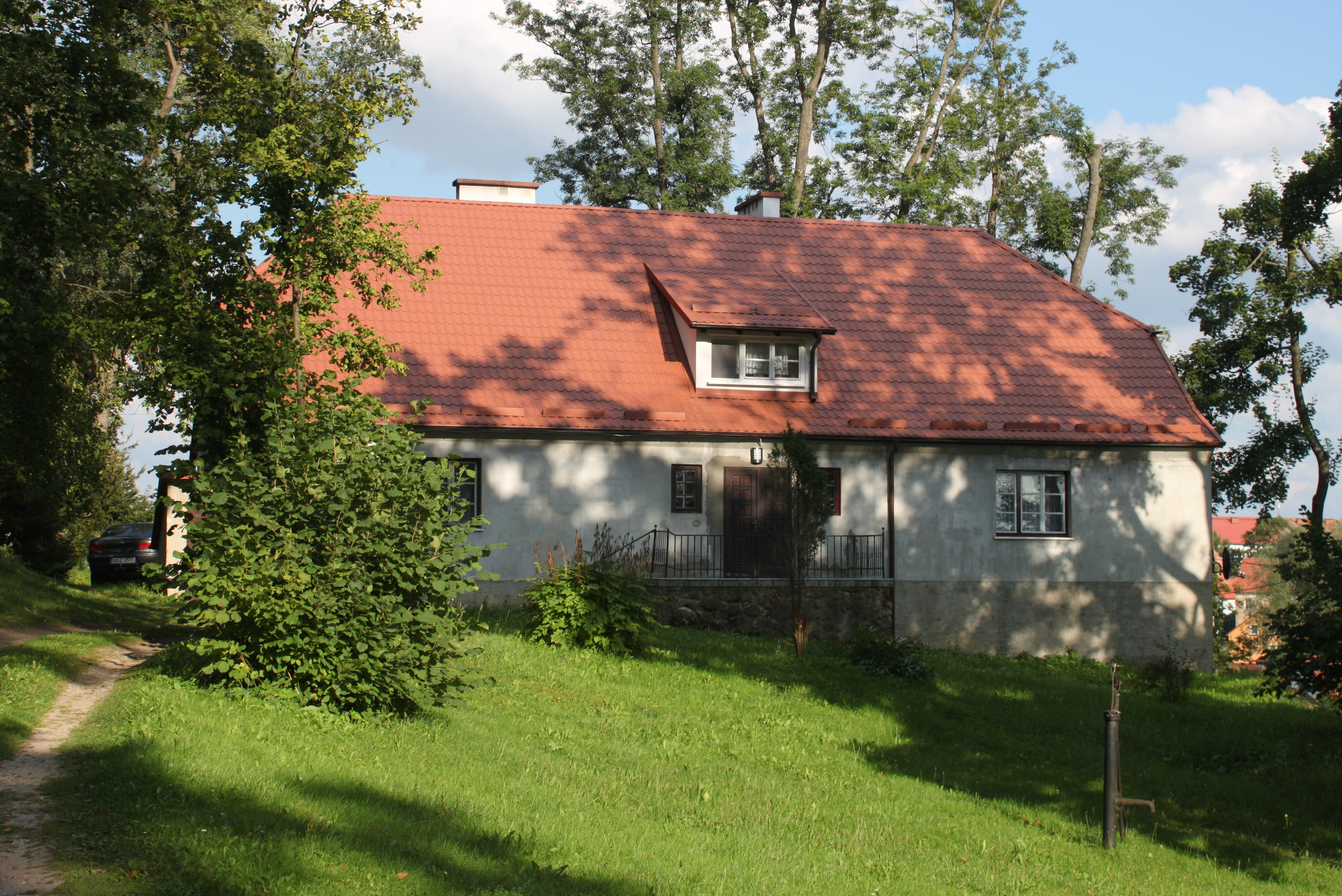
Pfarrhaus, 18. Jahrhundert

Die Kirche in Mensguth bestand bereits in vorreformatorischer Zeit. Mit der Einführung der Reformation in Ostpreußen nahmen hier lutherische Prediger ihren Dienst an der Kirche auf. Bis zum Juni 1531 hielten sie alle 14 Tage auch in der Filialkirche Wildenheim Gottesdienste. In diesem Jahr dann wurde Wildenheim ein Kirchspielort von Mensguth. Von der Kirche in Wildenheim fehlt jede Spur.
Bis 1945 gehörte Mensguth zum Superintendenturbezirk Passenheim (polnisch Pasym) des Kirchenkreises Ortelsburg (polnisch Szczytno) in der Kirchenprovinz Ostpreußen der Kirche der Altpreußischen Union. Die Pfarrei zählte 1925 insgesamt 3600 Gemeindeglieder, die in einem 20 Orte umfassenden Kirchspiel wohnten.
Nach 1945 blieb die Kirche ein evangelisches Gotteshaus. Sie ist heute wie auch die Kirche in Jedwabno (deutsch Gedwangen) eine Filialkirche der Pfarrei Pasym in der Diözese Masuren der Evangelisch-Augsburgischen Kirche in Polen. Die Zahl der Gemeindeglieder liegt etwa bei einhundert.

### Kirchspielorte (bis 1945)
Zum Kirchspiel Mensguth gehörten vor 1945 folgende Dörfer, Ortschaften und Wohnplätze:
| Deutscher Name                             | Polnischer Name        |  | Deutscher Name                    | Polnischer Name |
| ------------------------------------------ | ---------------------- |  | --------------------------------- | --------------- |
| *Anhaltsberg                               | Łysa Góra              |  | Mirau                             | Mirowo          |
| Augusthof                                  | Augustowo              |  | Moritzruhe                        | Budy            |
| Charlotten                                 |                        |  | Pfandberg                         |                 |
| Friedrikenberg                             | Byki                   |  | *Rummy A 1938–1945: Rummau Ost    | Rumy            |
| *Geislingen                                | Gisiel                 |  | Rummy B 1938–1945: Rummau West    | Rumy            |
| Julienfelde                                | Julianowo              |  | *Samplatten                       | Sąpłaty         |
| Klein Leydt                                |                        |  | Schönhöfchen                      |                 |
| *Malschöwen                                | Małszewko              |  | Schubertsgut                      |                 |
| *Mensguth (Dorf), auch: Mensguth (Vorwerk) | Dźwierzuty Dźwierzutki |  | *Sczepanken 1938–1945: Stauchwitz | Szczepankowo    |
| Mietzelchen                                | Mycielin               |  | *Wappendorf                       | Łupowo          |

### Pfarrer (bis 1945)

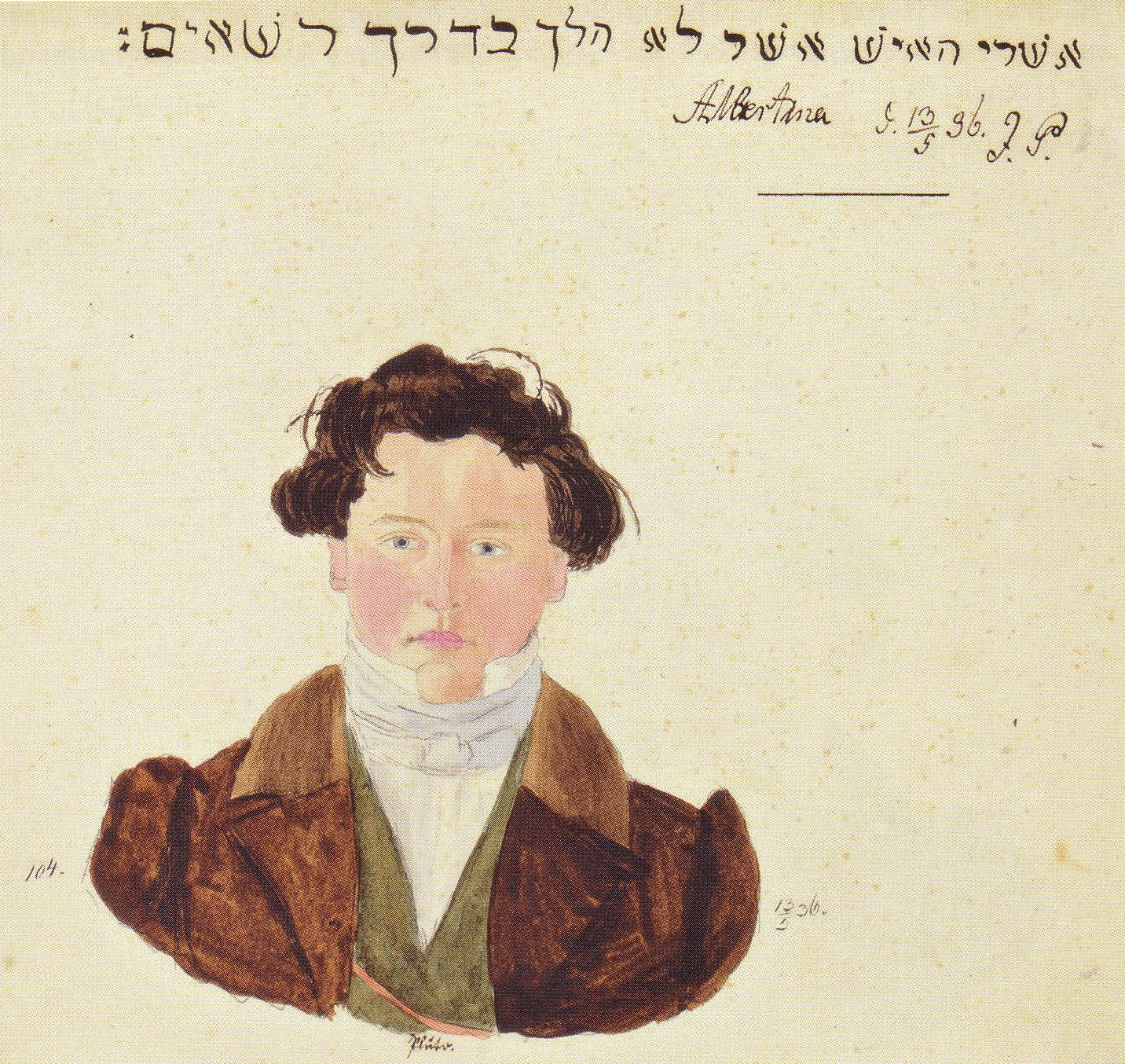
Jacob Preuß

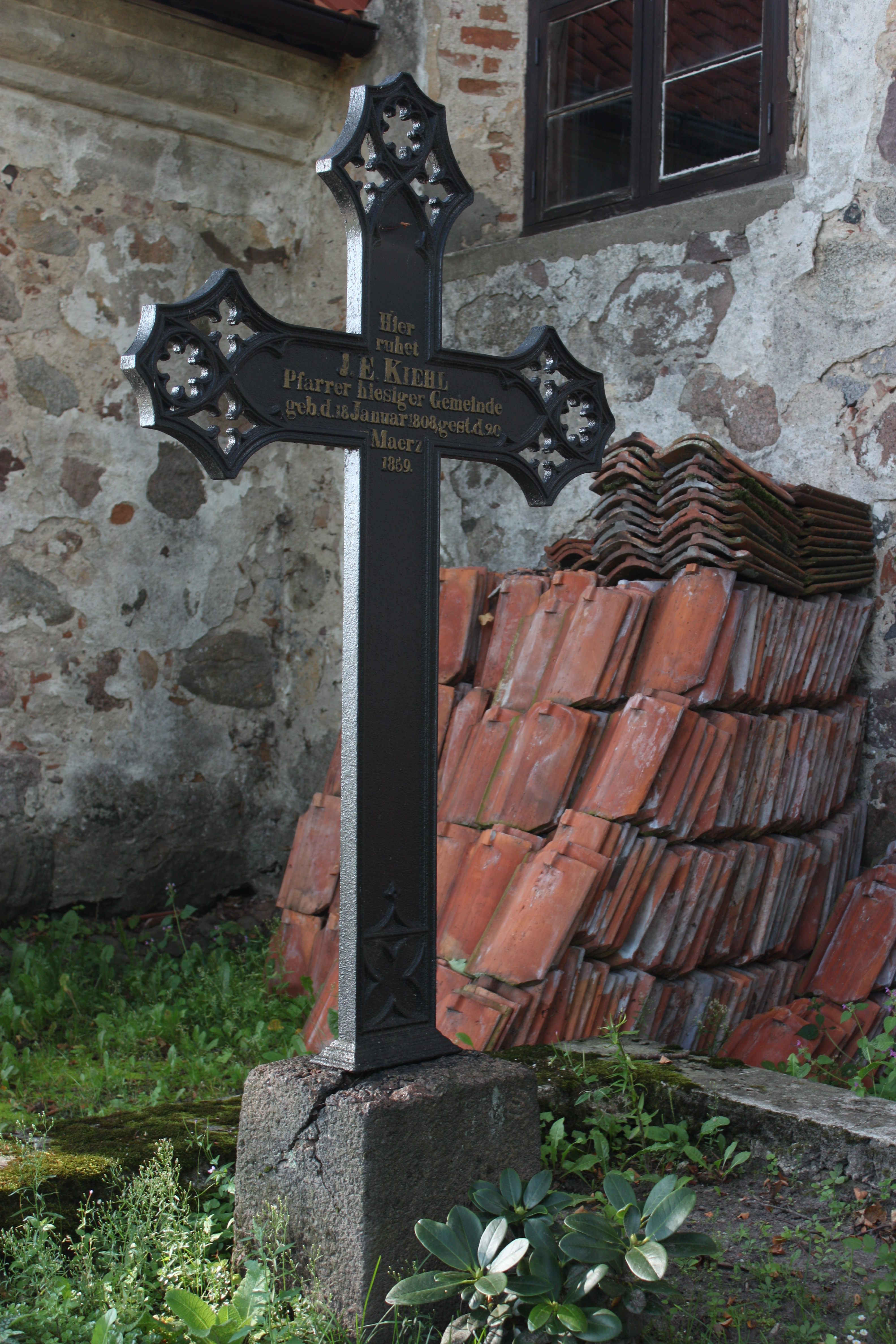
Grabstelle Pfarrer Julius E. Kiehl an der Nordseite der Kirche

An der Kirche zu Mensguth amtierten bis 1945 als evangelische Geistliche die Pfarrer:
- Sigismund Dimersky, bis 1625
- Bernhard Pileschewius, 1618–1675
- Albert Pileschewius, ab 1670
- Laurentius Gregorowius, 1678–1729
- Johann Gregorowius, 1710–1763
- Johann Samuel Gregorowius, 1762–1778
- Johann Christoph Sommer, 1778–1797
- Andreas Viktor Hensel, 1797–1814
- Johann Salomo Getzuhn, ab 1814
- Julius E. Kiehl, bis 1859[10]
- Friedrich Wilhelm Brachvogel, ab 1871[10]
- Jacob Preuß, 1872–1884[10]
- Gustav Adolf Henke, 1885–1896
- Georg Paul Brehm, 1896
- Chr. O. Alfred Danielowski, 1896–1929, seit 1916 Superintendent[11]
- Eugen Drwenski, 1930–1945